# Kanton Nice-3
Kanton Nice-3 (fr. Canton de Nice-3) je francouzský kanton v departementu Alpes-Maritimes v regionu Provence-Alpes-Côte d'Azur. Tvoří ho čtvrti Saint-Roch, Riquier a univerzitní kampus Saint-Jean-d'Angely města Nice.